# Jethro Sumner
Pour les articles homonymes, voir Sumner.
Jethro Sumner (1733-1785) est général américain qui sert dans la Continental Army lors de la guerre d'indépendance des États-Unis. Sumner participe à son premier conflit lors de la guerre de la Conquête comme membre des forces provinciales de l'état de Virginie. Après la fin de ce conflit, il déménage dans le comté de Bute (en) en Caroline du Nord, où il acquiert une importante superficie de terre et exploite une taverne. Il sert ensuite comme shérif du comté de Bute, mais avec l'arrivée de la Révolution américaine, il devient un ardent patriote, et se fait élire au Congrès provincial de Caroline du Nord (en).
Sumner est nommé en 1776 officier commandant du 3e régiment de Caroline du Nord (en) de la ligne de Caroline du Nord (en), une formation de l'armée continentale avec laquelle il sert entre 1779 et 1783 sur le théâtre sud de la guerre et dans la campagne de Philadelphie. Il devient l'un des cinq généraux de brigade de la Caroline du Nord dans l'armée continentale et sert notamment avec distinction dans les batailles de Stono Ferry et Eutaw Springs. Des problèmes de santé récurrent, l'oblige ensuite souvent à jouer un rôle davantage administratif, ou à se mettre en convalescence en Caroline du Nord. Après une réduction drastique du nombre de Caroliniens du Nord servant avec l'Armée Continentale, Sumner devient général dans la milice d'état mais il démissionne afin de protester contre la décision conseil de guerre de la Caroline du Nord de décerner le commandement global de la milice à William Smallwood (en), un général de la Continental Army du Maryland. Après la fin de la guerre en 1783, Sumner participe à la création du chapitre de la Caroline du Nord de la Société des Cincinnati, et devient son premier président. Il meurt en 1785 avec de vastes propriétés foncières et 35 esclaves.

## Jeunesse

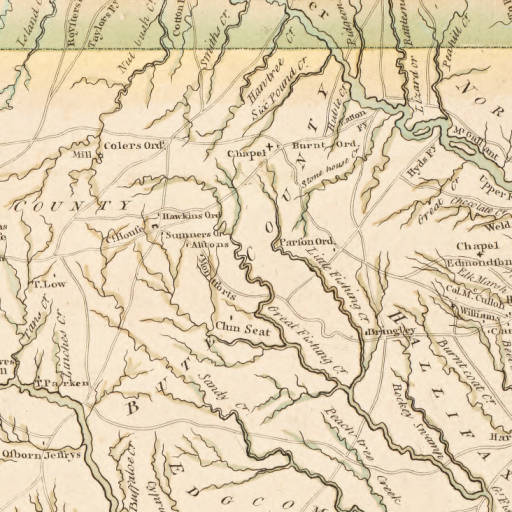
Carte des environs du comté de Bute (1770, John Collet).

Né en 1733 dans le comté de Nansemond (en) en Virginie, Jethro Sumner est le fils de Jethro et Margaret Sullivan Sumner. Sa famille s'est établie dans le comté de Nansemond en 1691. Entre 1758 et 1761, pendant la guerre de la Conquête, il est lieutenant dans les forces provinciales de Virginie en Pennsylvanie sous le commandement de William Byrd III. Le 25 novembre 1758, Sumner participe à la capture du fort Duquesne. En 1760, il est fait commandant de Fort Bedford (en) en Pennsylvanie. Après la dissolution de son régiment en 1761, il retourne chez lui dans le comté de Nansemond. Entre 1761 et 1764, il déménage vers le comté de Bute (en) en Caroline du Nord, et épouse Mary Hurst du comté de Granville, avec qui il a trois enfants,. Sa fille, Mary, épouse Thomas Blount (en), qui est élu à de multiples reprises à la Chambre des représentants des États-Unis,.
Sumner hérite par la famille de son épouse de propriétés substantielles dans le comté de Bute et possède et exploite peut-être une taverne sur une terre qu'il loue pour la somme de 36 £ par an.,. Comme beaucoup d'anciens Virginiens qui ont traversé la frontière en Caroline du Nord pendant l'ère coloniale, il est probable que Sumner conserve des liens commerciaux étroits avec sa province de naissance. Entre 1772 et 1776, il sert comme shérif du comté de Bute, et démissionne au moment de devenir officier lors de la guerre d'indépendance des États-Unis. Sumner participe activement à la vie politique et aux protestations qui précèdent la Révolution américaine, car il croit qu'une séparation d'avec la Grande-Bretagne est inévitable.

## Guerre d'indépendance

### 3erégiment de Caroline du Nord
En 1775, le Congrès provincial de Caroline du Nord (en) adopte une loi visant à lever les forces de la milice dans tout l'État, et à cette fin, il organise six districts de milice, dont un, centré sur la ville de Halifax, qui abrite la maison de Sumner. Les soldats qui composent la milice dans tout l'état doivent s'engager pour une période de six mois. Sumner est choisi pour être un major de la milice du district de Halifax, et reçoit l'ordre d'entrainer ses hommes afin qu'ils soient prêt pour le conflit à venir. Entre août et septembre 1775, Summer est le représentant du comté de Bute au troisième congrès provincial de Caroline du Nord. En novembre 1775, Sumner convoque sa milice en service actif, et marche vers le nord pour rejoindre Robert Howe en prenant - et plus tard en incendiant - Norfolk en Virginie.
Le 4 avril 1776, et alors que la guerre révolutionnaire fait rage dans le Massachusetts depuis près d'un an, le Congrès provincial à Halifax choisi Sumner pour être colonel, et donc commandant, du 3e régiment de Caroline du Nord (en). Il participe à la défense de Charleston contre une tentative d'invasion britannique en 1776,, après quoi il est impliqué dans les plans avortés du major général Charles Lee pour envahir la Floride britannique. Pendant les phases de planification de l'invasion de la Floride, Sumner ne s'accorde pas avec Peter Muhlenberg du 8e régiment de Virginie (en) pour savoir lequel des deux doit prendre le commandement sur les troupes coloniales de Lee tandis que ce dernier voyage en avant de ses hommes. Ce différend n'est résolu que lorsqu'un tribunal militaire accorde à Muhlenberg un mandat temporaire après que Sumner omit de comparaître et de plaider sa cause. Le 18 août 1776, le 3e régiment de Sumner arrive à Savannah en Géorgie, où il se joint à Lee, qui est arrivé plus tôt dans le mois. L'invasion prévue de la Floride ne se concrétise pas, et Sumner laisse son régiment à Savannah pour recruter plus de soldats en Caroline du Nord.
Au début de 1777, Sumner reprend le commandement du 3e régiment de Caroline du Nord, et marche vers le nord pour servir sous le commandement de George Washington dans la campagne de Philadelphie. Au début et au milieu de 1777, il campe avec la partie principale de l'armée continentale à Morristown dans le New Jersey. Lui et ses hommes s'entrainent régulièrement et font inspecter et réparer leurs approvisionnements et leurs armes, bien que beaucoup de Caroliniens du Nord ont des fusils si mauvais qu'un grand nombre d'entre eux doit être jetés. Sumner et son régiment participent aux batailles de Brandywine et Germantown, puis passent l'hiver 1777-1778 à Valley Forge avec l'armée de Washington.
Après la mort à Germantown du général Francis Nash, les régiments de la brigade de Caroline du Nord se retrouvent sans commandant général. Les généraux Alexander McDougall de New York et Lachlan McIntosh de Géorgie sont nommés successivement au commandement provisoire des Caroliniens durant les quartiers d'hiver. À Valley Forge, la brigade de la Caroline du Nord dispose d'une force totale de 1 051 hommes, mais 353 sont malades et 164 ne disposent pas de vêtements suffisants pour être en état de servir. Sumner lui-même tombe malade au début de 1778, et il est contraint de rentrer chez lui pour récupérer. Il profite de sa convalescence en Caroline du Nord pour continuer à recruter des soldats. Mais, malgré ses efforts de recrutement, en février 1778, les régiments de la Caroline du Nord doivent être consolidés en raison du manque de soldats, le 3e régiment de Sumner absorbant le 5e régiment de Caroline du Nord (en).
Les conflits entre les membres de l'Assemblée générale de Caroline du Nord au sujet de la nomination d'officiers généraux freinent leurs nominations. Thomas Burke (en), l'un des principaux délégués de la Caroline du Nord au Congrès continental, semblent manquer d'intérêt pour l'un des candidats proposés. Pour compliquer davantage les choses, Alexander Martin, qui est l'un des principaux candidats au poste de général, démissionne après des accusations de lâcheté et n'est plus considéré comme un candidat potentiel. L'Assemblée générale reporte la discussion sur les éventuels généraux pendant plus d'un mois après la convocation du 7 novembre 1777. Le 15 décembre, l'Assemblée générale de la Caroline du Nord demande à ses représentants au Second Congrès continental de nommer Sumner pour la promotion de générale. Ce n'est que le 9 janvier 1779 que le Congrès continental confie à Sumner le poste de général de brigade et lui ordonne de se joindre au général Benjamin Lincoln en Caroline du Sud. Sumner a reçu le plus grand nombre de voix au Congrès, treize contre neuf pour James Hogun et quatre pour Thomas Clark (en),.

### Général de l'armée continentale
Le 20 juin 1779, Sumner dirige une brigade de l'armée continentale à la bataille de Stono Ferry, en attaquant le flanc droit britannique et en déroutant le régiment hessois Von Trümbach (en). Mais, les continentaux et la milice patriotique commencent à manquer de munitions pendant la bataille, et Lincoln doit ordonner une retraite générale. Au moins sept officiers continentaux sous le commandement de Sumner sont blessés, et Hugh, le frère du futur président des États-Unis, Andrew Jackson, fait partie des dix Caroliniens du Nord tués à la bataille. Après Stono Ferry, Sumner tombe à nouveau malade et doit retourner en Caroline du Nord pour récupérer et profite à nouveau pour recruter des troupes. Au même moment, il commence à souffrir de difficultés financières en raison d'une crise monétaire qui à l'époque laisse beaucoup d'officiers dans sa position à peine capable d'entretenir son foyer. Il est également chargé par Lincoln de trouver des déserteurs en Caroline du Nord et de les remettre au service. Sumner est en congé de septembre à octobre 1779, lors de la défaite des patriotes au siège de Savannah.

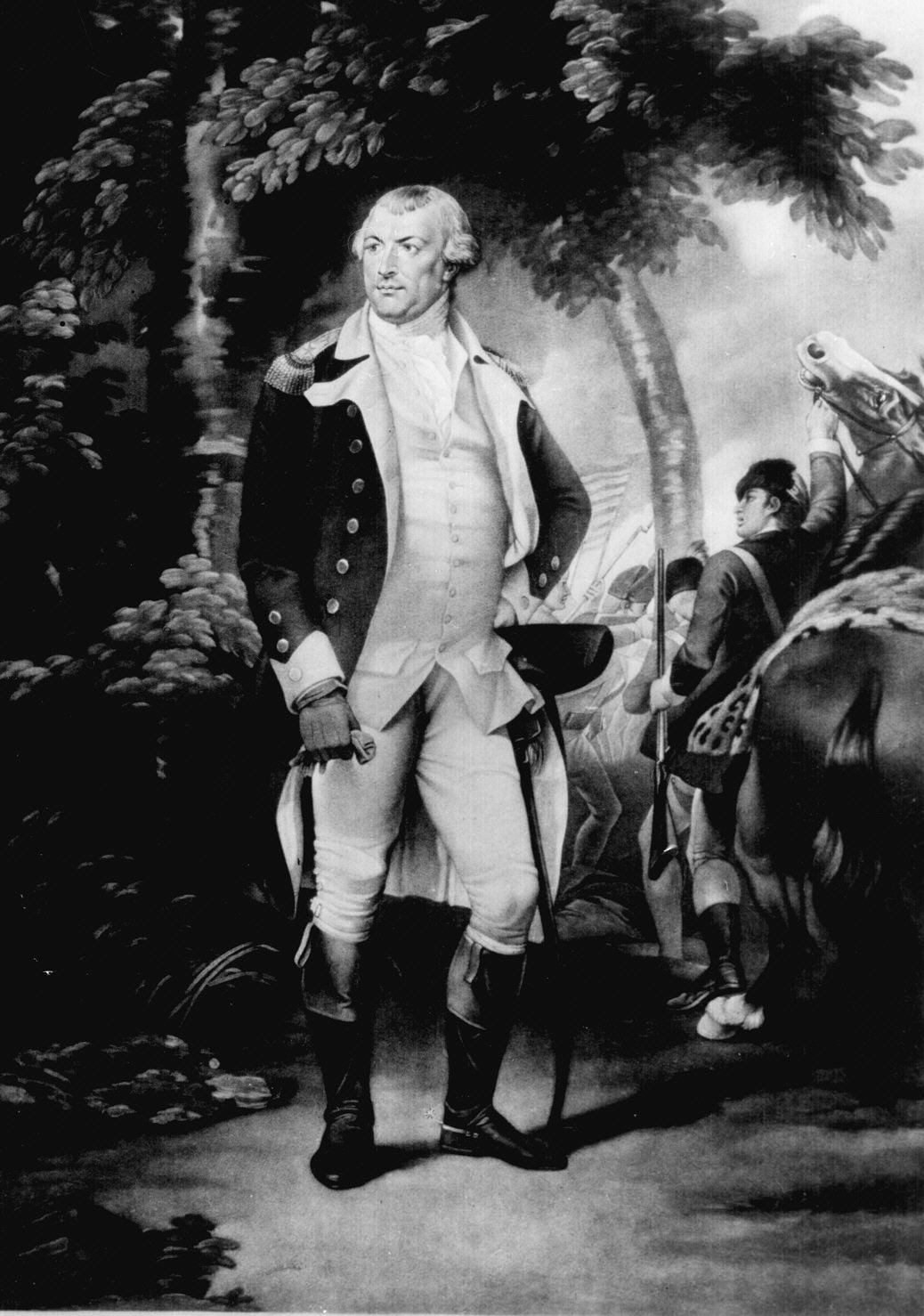
Le général Nathanael Greene, sous le commandement de qui sert Sumner à partir de 1780.

Entre le siège de Charleston en mai 1780 et la bataille de Camden en août de cette même année, la ligne de Caroline du Nord (en) est pratiquement annihilée à la suite d'un grand de pertes, victimes ou prisonniers de guerre. Pendant au moins une partie de cet intervalle, Sumner est en Caroline du Nord afin de réaliser une mission de recrutement. Plutôt que de reconstruire la ligne, l'Assemblée générale de la Caroline du Nord décide de compter sur la milice pour assurer la défense de l'État. En septembre 1780, Sumner est temporairement transféré au commandement de la milice du district de Hillsborough (en), sous la responsabilité du gouverneur Richard Caswell (en). En tant que commandant d'une brigade de la milice de Caroline du Nord, Sumner est chargé de défendre l’État des avancées du général britannique Charles Cornwallis, mais les miliciens sont mal équipés et mal formés.
À la fin de 1780, le Conseil de guerre de la Caroline du Nord retire à Caswell son commandement de la milice de Caroline du Nord. L'Assemblée générale attribue ce commandement au général de brigade de l'armée continentale William Smallwood (en) du Maryland, citant le manque de confiance de l'Assemblée dans les commandants militaires de leur propre État. Sumner est offensé par cette nomination et du nombre toujours plus faible de Caroliniens du Nord aux commandes sur le théâtre du sud. En dépit de l'insistance d'Alexander Martin et d'autres, Sumner démissionne de son commandement dans la milice en octobre 1780, et retourne dans l'armée continentale. La réaction politique d'importantes figures de la milice comme Caswell et Martin et de leurs partisans conduit à l'abolition du Conseil de guerre par l'Assemblée générale peu de temps après la démission de Sumner. Caswell, pour sa part prend place dans la Commission extraordinaire, le nouvel organe chargé de remplacer le Conseil de guerre.
Sumner sert ensuite sous le commandement du général Nathanael Greene, qui arrive sur le théâtre du sud en décembre 1780 et qui enjoint Sumner de recruter d'autres soldats continentaux en Caroline du Nord. Le 2 juin 1781, Greene ordonne à Sumner de le rejoindre en Caroline du Sud, ce qu'il fait avec 350 nouvelles recrues le 1er août. Malgré l'adoption d'une loi de conscription en Caroline du Nord, le nombre d'hommes sous son commandement fluctue de jour en jour en raison de désertions temporaires ou permanentes. Impuissant à empêcher ces désertions, Summer présente des excuses personnelles à Greene. Le 8 septembre, ses régiments sont placés sur le flanc droit de l'armée continentale à la bataille de Eutaw Springs et jouent un rôle vital dans l'arrêt de plusieurs assauts britanniques. Greene rend par la suite hommage aux actions des Caroliniens du Nord à Eutaw Springs, déclarant qu'ils « ont combattu avec une determination qui ferait honneur au meilleur des vétérans »,.
Après son succès à Eutaw Springs, Green nomme en 1781 Sumner comme commandant des forces de l'armée continentale en Caroline du Nord. Greene veut surtout qu'il reprenne le contrôle de la situation militaire dans l’État, alors que le gouverneur de l'époque et ancien délégué du Congrès continental Thomas Burke a été capturé par David Fanning lors d'un incroyable raid sur Hillsborough en Caroline du Nord, le 12 septembre 1781. Les combats entre les Britanniques et les Continentaux cessent effectivement à la fin de l'année 1781. Après cette date et en partie à cause d'épisodes récurrents de maladie, Sumner n'effectue plus pendant plusieurs mois, de rapports à Greene.

## Après guerre et fin de vie

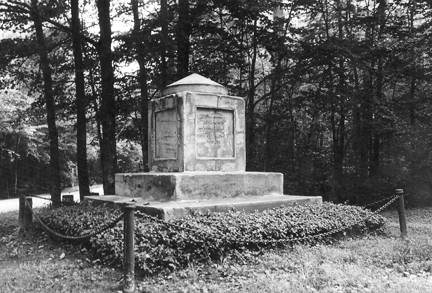
Le monument de Jethro Sumner au Guilford Courthouse National Military Park, où celui-ci est ré-enterré en 1891.

Après la fin de la guerre en 1783, Sumner retourne dans le comté de Bute, qui a été rebaptisé comté de Warren en hommage Joseph Warren, le héros de la bataille de Bunker Hill. Il semble que la femme de Sumner soit morte entre 1781 et 1785. Pour son service dans l'armée continentale, il reçoit des terres fédérales le 23 octobre 1783 en compensation de 84 mois de service. Sumner participe à la création du chapitre de la Caroline du Nord de la société des Cincinnati en octobre 1783, et devient son premier président.
Sumner est mort dans le comté de Warren entre le 15 mars et le 19 mars 1785, à l'âge de 52 ans. À sa mort, il possède 8 000 ha de terre en Caroline du Nord et au Tennessee, ainsi que 35 esclaves. Il est enterré à l'origine à 13 kilomètres de Warrenton, mais en 1891, ses restes sont déplacés au Guilford Courthouse National Military Park, où ils sont enterrés dans un monument destiné à rendre hommage aux patriotes,. La structure en pierre est presque entièrement détruite en mars 2012 par un conducteur qui la percute après une sortie de route en évitant un cerf. Le monument est restauré en mai 2012, et Sumner est inhumé à nouveau lors d'une cérémonie publique. Le comté de Sumner au Tennessee, localisé à l'origine dans la partie occidentale de la Caroline du Nord, a été nommé en son honneur, bien que Sumner n'a jamais visité ce comté.